# Ranville
Ranville är en kommun i departementet Calvados i regionen Normandie i norra Frankrike. Kommunen ligger i kantonen Cabourg som ligger i arrondissementet Caen. År 2022 hade Ranville 2 055 invånare.

## Befolkningsutveckling
Antalet invånare i kommunen Ranville
Referens:INSEE